# إذاعة صوت الريان
إذاعة صوت الريان (بالإنجليزية: Al Rayyan Radio)‏، هيَ محطة إذاعية تابِعة لشركة الريان، أُطلقت الإذاعة في يوليو 2007 لتُقدم مُحتوى تَرفيهي مُوجه للخليج وبعض الإيقاعات العربية حَيث تَبث العديد من الاحتفالات السنوية في التُراث والموسيقى، كَما تَنظيم جلسات الغِناء الشعبي والفِقرات الموسيقية أُسبوعياً في سوق واقف.